# Коуиг, Уильям
Уильям Коуиг (англ. William Cowhig; 5 апреля 1887, Маэстег, Бридженд — 16 августа 1964, Рагби, Уорикшир) — британский гимнаст, бронзовый призёр летних Олимпийских игр 1912 года в командном первенстве. Участвовал также в индивидуальном первенстве Олимпиады 1912 года (29-е место) и в командных соревнованиях на летней Олимпиаде 1920 года (5-е место).